# Callistomordax kugleri
Callistomordax kugleri Schoch, 2008 è un anfibio estinto, appartenente ai temnospondili. Visse nel Triassico medio (tra Anisico, 242 milioni di anni fa, e Ladinico, 235 milioni di anni fa) e i suoi resti fossili sono stati ritrovati esclusivamente in Germania.

## Descrizione
Noto per alcuni scheletri ben conservati provenienti dal Keuper inferiore della Germania meridionale, Callistomordax era un anfibio di dimensioni medio - grandi, lungo più di un metro e dotato di una grande testa piatta. Gli occhi erano spostati molto anteriormente, e con tutta probabilità sporgevano come quelli degli attuali ippopotami. Callistomordax era caratterizzato da numerose caratteristiche uniche (autapomorfie): un ampio osso frontale impari, zanne del vomere molto grandi, intercentri allungati e massicci, dalla superficie anteriore convessa, omeri a mezzaluna dotati di grandi creste deltopettorali, cleitro fortemente ricurvo e a forma di arco, tronco estremamente allungato (circa tre volte il cranio). 

## Tassonomia

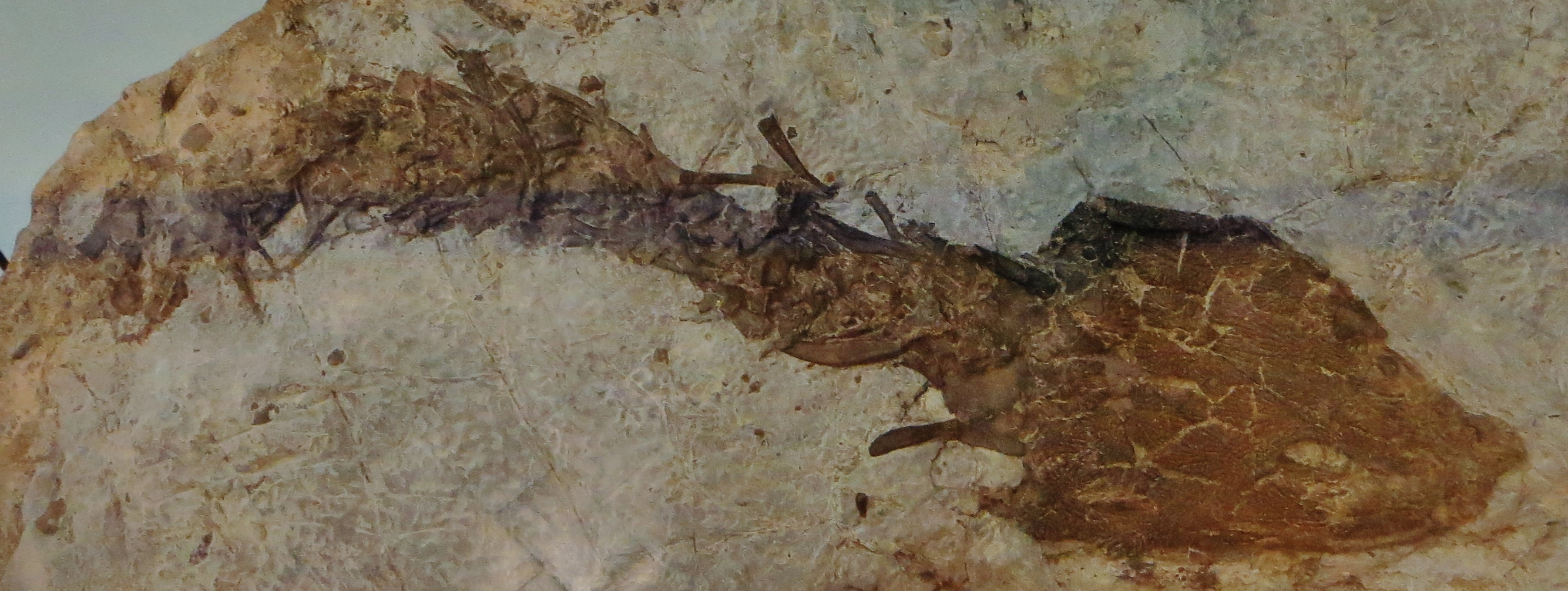
Fossile di Callistomordax kugleri

Callistomordax è considerato uno stretto parente dei metoposauridi, un gruppo di grandi anfibi del Triassico superiore dotati di grandi crani piatti. Callistomordax condivide con i metoposauridi la caratteristica ornamentazione del cranio, le proporzioni della parte posteriore del cranio e del muso, la posizione dell'osso lacrimale, la morfologia della base cranica e la struttura di clavicola e interclavicola. Un'analisi filogenetica del 2008 indica che Callistomordax rappresenta il sister taxon dei metoposauridi, e che alcune forme di anfibi temnospondili come Lyrocephaliscus, Almasaurus e Rileymillerus rappresentino vari step evolutivi di un unico grande clade, comprendente anche i metoposauridi come forme più derivate.